# Marlene Ebermann
Marlene Haberecht geb. Ebermann (* 31. Juli 1990 in Leipzig) ist eine deutsche Fußballspielerin, die in der Saison 2011/2012 zu 19 Spielen in der Frauen-Bundesliga kam.

## Karriere

### Fußball
Ebermann startete ihre Karriere in der Jugend des Leipziger FC 07, wo sie in der Saison 2009/2010 in die Seniorenmannschaft aufrückte. Nach einem Spiel in der Regionalliga Nord für den Leipziger FC 07, wechselte sie 2010 zum Stadtrivalen 1. FC Lokomotive Leipzig. In ihrer ersten Saison in der 2. Frauen-Bundesliga, verhalf sie Leipzig mit zehn Toren zur Meisterschaft der 2. Bundesliga Nord und zum Aufstieg in die Bundesliga. Sie gab am 21. August 2011 ihr Debüt in der höchsten Frauenspielklasse für Lok, in einer 1:2-Niederlage gegen den FCR 2001 Duisburg. Nach einer Saison stieg Leipzig ab und Ebermann blieb bis zur Auflösung 2013 bei Lok Leipzig und schloss sich im August des Jahres dem Nachfolgeverein FFV Leipzig an, wo sie ab Winter 2015 für das Reserve-Team in der Regionalliga Nordost auflief. Nachdem der FFV 2015/2016 in die Regionalliga abgestiegen war, kehrte Ebermann im Sommer 2016 dem FFV den Rücken und wechselte sie in die Stadtliga Leipzig zu SV Fortuna Leipzig 02, kehrte jedoch im Winter 2016/2017 zum FFV Leipzig zurück.
Im Sommer 2017 schloss sie sich mit ihren ehemaligen FFV-Leipzig-Vereinskolleginnen Safi Nyembo, Angelina Lübcke und Katharina Freitag dem 2016 gegründeten Verein FC Phoenix Leipzig an.

### Futsal
Neben Fußball spielte Ebermann gemeinsam mit Safi Nyembo für den FFV Leipzig im Futsalteam der Leipzigerinnen und erreichte 2016/17 die Finalrunde der Futsal-Landesmeisterschaft.